# Liste der Kulturdenkmale in Zilly
In der Liste der Kulturdenkmale in Zilly sind alle Kulturdenkmale in Zilly, einem Ortsteil der Gemeinde Osterwieck (Landkreis Harz), aufgelistet. Grundlage ist das Denkmalverzeichnis des Landes Sachsen-Anhalt, das auf Basis des Denkmalschutzgesetzes des Landes Sachsen-Anhalt vom 21. Oktober 1991 durch das Landesamt für Denkmalpflege und Archäologie Sachsen-Anhalt erstellt und seither laufend ergänzt wurde (Stand: 31. Dezember 2021). 
Zurück zur Hauptliste

## Kulturdenkmale
| Lage                                                                                       | Bezeichnung      | Beschreibung                                                        | Erfassungs- nummer | Ausweisungsart | Bild           |
| ------------------------------------------------------------------------------------------ | ---------------- | ------------------------------------------------------------------- | ------------------ | -------------- | -------------- |
| (Karte)                                                                                    | Warte            | Heiketalwarte                                                       | 094 00354          | Baudenkmal     | Weitere Bilder |
| Dardesheimer Straße 114 (Karte)                                                            | Mühle            | Aumühle                                                             | 094 25498          | Baudenkmal     | Weitere Bilder |
| Burgstraße 22 (Karte)                                                                      | Wasserburg Zilly | Burg                                                                | 094 00368          | Baudenkmal     | Weitere Bilder |
| Dorfstraße 6 (Karte)                                                                       | Bauernhaus       |                                                                     | 094 00353          | Baudenkmal     | Weitere Bilder |
| Dorfstraße 6, 7, 8, 9, 61, 62, 63, Hauptstraße 10, 11, 44, 45, 45a, Kirchstraße 21 (Karte) | Straßenzug       |                                                                     | 094 00229          | Denkmalbereich | Straßenzug     |
| Dorfstraße 61 (Karte)                                                                      | Gasthof          | Zum alten Krug                                                      | 094 00352          | Baudenkmal     | Weitere Bilder |
| Hauptstraße 44 (Karte)                                                                     | Bauernhaus       | Bauernhof                                                           | 094 00356          | Baudenkmal     | BW             |
| Hauptstraße 47 (Karte)                                                                     | Bauernhaus       |                                                                     | 094 00363          | Baudenkmal     | Weitere Bilder |
| Hauptstraße 50 (Karte)                                                                     | Scheune          |                                                                     | 094 00359          | Baudenkmal     | Weitere Bilder |
| Hauptstraße, Schienenstraße (Karte)                                                        | Platz            | mit Kriegerdenkmal für die Gefallenen der Kriege 1866 und 1870/1871 | 094 00118          | Denkmalbereich | Weitere Bilder |
| Kirchstraße 28 (Karte)                                                                     | Lehrerhaus       |                                                                     | 094 00357          | Baudenkmal     | Weitere Bilder |
| Kirchstraße 36 (Karte)                                                                     | Bauernhaus       |                                                                     | 094 00358          | Baudenkmal     | Weitere Bilder |
| Kirchstraße 37 (Karte)                                                                     | Friedhof         | mit Kriegerdenkmal für die Opfer der beiden Weltkriege              | 094 00361          | Baudenkmal     | Weitere Bilder |
| Kirchstraße 37 (Karte)                                                                     | Kirche           |                                                                     | 094 00370          | Baudenkmal     | Weitere Bilder |
| Kirchstraße 37 (Karte)                                                                     | Pfarrhof         |                                                                     | 094 00360          | Baudenkmal     | Weitere Bilder |
| Neue Sorge 3, 4, 5 (Karte)                                                                 | Tagelöhnerhaus   | Hauptstraße 1011                                                    | 094 00366          | Denkmalbereich | BW             |
| Schienenstraße 66 (Karte)                                                                  | Bauernhaus       | Bauerngehöft, Dreiseitenhof                                         | 094 00362          | Baudenkmal     | Weitere Bilder |
| Schienstraße 65 (Karte)                                                                    | Bauernhaus       |                                                                     | 094 00364          | Baudenkmal     | Weitere Bilder |

## Ehemalige Kulturdenkmale nach Ortsteilen
Die nachfolgenden Objekte waren ursprünglich ebenfalls denkmalgeschützt oder wurden in der Literatur als Kulturdenkmale geführt. Die Denkmale bestehen heute jedoch nicht mehr, ihre Unterschutzstellung wurde aufgehoben oder sie werden nicht mehr als Denkmale betrachtet. Mitunter sind Einzelobjekte aber noch immer Bestandteil eines geschützten Denkmalbereichs.
| Lage                          | Bezeichnung | Beschreibung | Erfassungs- nummer | Ausweisungsart | Bild           |
| ----------------------------- | ----------- | ------------ | ------------------ | -------------- | -------------- |
| Dardesheimer Straße 1 (Karte) | Zollhaus    | Zum Zoll     | 094 00365          |                | Weitere Bilder |

- siehe auch: Liste der Kulturdenkmale in Osterwieck

## Legende
In den Spalten befinden sich folgende Informationen:
- Lage: Nennt den Straßennamen und wenn vorhanden die Hausnummer des Kulturdenkmals. Die Grundsortierung der Liste erfolgt nach dieser Adresse. Der Link „Karte“ führt zu verschiedenen Kartendarstellungen und nennt die geographischen Koordinaten.
Link zu einem Kartenansichtstool, um Koordinaten zu setzen. In der Kartenansicht sind Baudenkmale ohne Koordinaten mit einem roten bzw. orangen Marker dargestellt und können in der Karte gesetzt werden. Baudenkmale ohne Bild sind mit einem blauen bzw. roten Marker gekennzeichnet, Baudenkmale mit Bild mit einem grünen bzw. orangen Marker.
- Offizielle Bezeichnung: Nennt den Namen, die Bezeichnung oder zumindest die Art des Kulturdenkmals und verlinkt, soweit vorhanden, auf den Artikel zum Objekt.
- Beschreibung: Nennt bauliche und geschichtliche Einzelheiten des Kulturdenkmals, vorzugsweise die Denkmaleigenschaften.
- Erfassungsnummer: Für jedes Kulturdenkmal wird in Sachsen-Anhalt eine 20stellige Erfassungsnummer vergeben. Die letzten zwölf Ziffern werden für die Untergliederung nach Teilobjekten genutzt und werden nur angegeben, soweit vergeben. In dieser Spalte kann sich folgendes Icon  befinden, dies führt zu Angaben zu diesem Baudenkmal bei Wikidata.
- Ausweisungsart: Die Einordnung des Denkmales nach § 2 Abs. 2 DenkmSchG LSA
- Bild: Ein Bild des Denkmales, und gegebenenfalls einen Link zu weiteren Fotos des Kulturdenkmals im Medienarchiv Wikimedia Commons. Wenn man auf das Kamerasymbol klickt, können Fotos zu Kulturdenkmalen aus dieser Liste hochgeladen werden: